# Ichneumon zherichini
Ichneumon zherichini là một loài tò vò trong họ Ichneumonidae.